# ووستوچنی (شهرستان بلاگووارسکی، باشقیرستان)
ووستوچنی (انگلیسی: Vostochny, Blagovarsky District, Republic of Bashkortostan) یک شهرک در شهرستان بلاگووارسکی باشقیرستان کشور روسیه است.